# 怒之铁拳 (游戏)
《怒之铁拳》是一款由世嘉公司制作和发行的横向卷轴清版动作游戏。游戏最初于1991年8月在日本地区Mega Drive上发行。 本游戏是怒之鐵拳系列首作。
与世嘉前两年制作的《金斧战士》类似，敌人从两侧或者偶尔从其他位置进入屏幕。玩家需要击败每一个敌人以通过八个关卡。
《Mega》杂志将《怒之铁拳》列为所有时期Mega Drive最佳游戏第6位。

## 玩家角色
Axel Stone(アクセル・ストーン)
力量A，跳躍B，速度A
男，22歲，4代34+歲。全系列男主角，自由搏擊高手。跳躍攻擊的攻擊範圍小是其最大弱點。愛好：打電子遊戲。4代搬出了橡木城，為了尋求真正的力量專註於訓練和冥想。
Blaze Fielding(ブレイズ・フィールディング)
力量B，跳躍A，速度A
女，21歲，4代33+歲。全系列女主角，柔道及氣功高手。攻擊力較Axel和Adam小。愛好：Lambada舞。4代因理念不合打了警察局長，拒絕參加憤怒管理被警局開除，後成為舞蹈教練和音樂劇編導。脾氣火爆，生氣的時候很可怕。身材火辣，著裝性感，很受男性的歡迎。
Adam Hunter(アダム・ハンター)
力量A，跳躍A，速度B
男，23歲，4代35+歲。拳擊高手。僅在第一部作品裏作為玩家角色，此後一直以NPC身份出現。直到4代復出。愛好：盆景。4代有了一名女兒Cherry，只想好好撫養女兒，但還是被征召到特別調查隊。

## 敵人角色
Garcia
男，身高178公分，體重75公斤。只會簡單地出拳，也會用刀刺殺或者鋼管打主角。
Signal
男，身高181公分，體重59公斤。梳着雞冠頭，不會直接出拳，但是會滑鏟和扔主角。
Nora
女，身高168公分。穿著身材火辣的女警官打扮，手上拿着個皮鞭，會用它抽打主角。被主角打倒后可能會跪在地上不起來一段時間，倒地後需等她起身才可攻擊。重製版增加了跳踢攻擊。
Hakuyo（白鷹）
男，身高180公分，體重69公斤。學過少林功夫，跳來跳去，有的時候會跳起來踢主角。
Jack
男，身高193公分，體重73公斤。愛用火把和小斧頭玩雜技，可能會向主角扔火把或者斧頭。主角近其身危險較大。
Antonio
男，身高215公分，體重120公斤，意大利血統。第一關頭目。戴着一副墨鏡（很難看出來），手裡拿着個飛去來器。
Souther
男，身高208公分，體重95公斤，北歐血統。第二關和第六關頭目。兩隻手帶着有鋼爪的手套，威力較大。
Abadede
男，身高220公分，體重180公斤，只知道是白人血統。第三關頭目。前職業摔角手，力大無比，曾把25名對手打成殘廢。
Bongo
男，身高200公分，體重220公斤，華人血統。第四關頭目。大胖子，會噴火和「泰山壓頂」。由於體重過重，主角不能扔他或者從其身後摔打他。
Onihime & Yasha（鬼姬＆夜叉）
女，身高170公分，日本血統。招式和Blaze Fielding高度相似。
Dylan
男，4代新登場，是個從事搶劫，入室偷盜等輕型犯罪，想要找個女朋友的年輕人，超級喜歡Blaze·Fielding。總是把雙手放在褲兜裏，一幅裝模作樣的姿態。 攻擊前有預備動作，會飛天連環踢，貫穿大半個荧幕。
Mr.X
男，辛迪加特頭目，真實身份不明。遇見他的時候他會問是否想成為他的左右手。單人遊戲中如果選擇NO（或者雙人遊戲中都選擇NO）則直接和他打，單人遊戲中如果選擇YES（或者雙人遊戲中都選擇YES）則要從第六關開始重新打，如果雙人遊戲中一個選擇YES一個選擇NO則要兩人中一人打死另一人後再和Mr.X打（這樣最終會進入生存下來的主角沉醉於成為辛迪加特頭目的喜悅中的壞結局）。雖然是辛迪加特頭目，但會拿湯普森衝鋒槍來掃射。善用空中攻擊方式，對某些頭目類敵人可採取連續緩慢出拳（但是不要把時間用完）的方式將其耗死。
Mr.Y
男，Mr.X的兒子，辛迪加的年輕領袖，接替父親掌控了龐大的辛迪加軍團卷土重來，意圖再次統治橡木城。是個過著紙醉迷金生活的紈絝子弟，喜好權利和美女，十一關底與他對戰前有非常多的女性雜兵。使用類似父親的遠程作戰技巧，使用一把沖鋒槍，也有手雷，火箭筒等武器。
Ms.Y
女，Mr.X的女兒，Mr.Y的同胞妹，使用类似父親近身作戰的技巧，使用剑作为武器。接替父親掌控了龐大的辛迪加集團卷土重來，意圖再次統治橡木城，愛好是閱讀和用劍刺對手。